# Hydraecia virgata
Hydraecia virgata är en fjärilsart som beskrevs av Barend J. Lempke 1965. Hydraecia virgata ingår i släktet Hydraecia och familjen nattflyn. Inga underarter finns listade i Catalogue of Life.